# Joni Kauko
Joni Kauko, född 12 juli 1990, är en finländsk fotbollsspelare som spelar för indiska Inter Kashi. Han har även representerat Finlands landslag.

## Karriär
I juni 2021 värvades Kauko av Indian Super League-klubben Mohun Bagan SG, där han skrev på ett tvåårskontrakt. I augusti 2024 gick Kauko till indiska I-League-klubben Inter Kashi.